# Duitsland op de Olympische Winterspelen 1952
Tijdens de Olympische Winterspelen van 1952, die in Oslo (Noorwegen) werden gehouden, nam Duitsland voor de vierde keer deel. 

## Medailleoverzicht
| Sport       | Olympiër                                                  | Discipline       | Medaille |
| ----------- | --------------------------------------------------------- | ---------------- | -------- |
| Bobsleeën   | Andreas Ostler Lorenz Nieberl                             | 2-mansbob (m)    | Goud     |
| Bobsleeën   | Andreas Ostler Friedrich Kuhn Lorenz Nieberl Franz Kemser | 4-mansbob (m)    | Goud     |
| Kunstrijden | Ria Falk Paul Falk                                        | paarrijden       | Goud     |
| Alpineskiën | Ossi Reichert                                             | slalom (v)       | Zilver   |
| Alpineskiën | Annemarie Buchner                                         | afdaling (v)     | Zilver   |
| Alpineskiën | Annemarie Buchner                                         | reuzenslalom (v) | Brons    |
| Alpineskiën | Annemarie Buchner                                         | slalom (v)       | Brons    |

## Deelnemers en resultaten

### Alpineskiën
| Olympiër          | Discipline       | Resultaat | Prestatie                              |
| ----------------- | ---------------- | --------- | -------------------------------------- |
| Heini Bierling    | slalom (m)       | r1: 44e   | 2e run niet startgerechtigd 1.09,9+dns |
| Pepi Erben        | reuzenslalom (m) | 47e       | 2.55,0 (+30,0)                         |
| Willi Klein       | afdaling (m)     | 16e       | 2.42,8 (+12,0)                         |
| Willi Klein       | reuzenslalom (m) | 32e       | 2.46,2 (+21,2)                         |
| Willi Klein       | slalom (m)       | 16e       | 2.08,9 (+8,9) 1.04,2+1.04,7            |
| Beni Obermüller   | afdaling (m)     | 17e       | 2.42,9 (+12,1)                         |
| Beni Obermüller   | reuzenslalom (m) | 28e       | 2.41,4 (+16,4)                         |
| Beni Obermüller   | slalom (m)       | 13e       | 2.07,5 (+7,5) 1.04,1+1.03,4            |
| Pepi Schwaiger    | afdaling (m)     | 38e       | 2.55,5 (+24,7)                         |
| Pepi Schwaiger    | reuzenslalom (m) | 17e       | 2.35,4 (+10,4)                         |
| Pepi Schwaiger    | slalom (m)       | r1: 53e   | 2e run niet startgerechtigd 1.13,7+dns |
| Annemarie Buchner | afdaling (v)     | Zilver    | 1.48,0 (+0,9)                          |
| Annemarie Buchner | reuzenslalom (v) | Brons     | 2.10,0 (+3,2)                          |
| Annemarie Buchner | slalom (v)       | Brons     | 2.13,3 (+2,7) 1.07,6+1.05,7            |
| Hannelore Franke  | afdaling (v)     | 10e       | 1.53,0 (+5,9)                          |
| Hannelore Franke  | slalom (v)       | 31e       | 2.30,8 (+20,2) 1.20,7+1.10,1           |
| Evi Lanig         | afdaling (v)     | 9e        | 1.52,9 (+5,8)                          |
| Evi Lanig         | reuzenslalom (v) | 14e       | 2.15,6 (+8,8)                          |
| Lia Leismüller    | afdaling (v)     | 35e       | 2.37,6 (+50,5)                         |
| Ossi Reichert     | reuzenslalom (v) | 8e        | 2.13,2 (+6,4)                          |
| Ossi Reichert     | slalom (v)       | Zilver    | 2.11,4 (+0,8) 1.06,0+1.05,4            |
| Marianne Seltsam  | reuzenslalom (v) | 10e       | 2.14,1 (+7,3)                          |
| Marianne Seltsam  | slalom (v)       | 35e       | 3.05,8 (+55,2) 1.15,5+1.50,3           |

### Bobsleeën
| Olympiër                                                  | Discipline                 | Resultaat | Prestatie                                                |
| --------------------------------------------------------- | -------------------------- | --------- | -------------------------------------------------------- |
| Andreas Ostler Lorenz Nieberl                             | 2-mansbob (m) Duitsland I  | Goud      | 5.24,54 (1.20,76 / 1.21,64 / 1.21,02 / 1.21,12)          |
| Theo Kitt Friedrich Kuhn                                  | 2-mansbob (m) Duitsland II | 11e       | 5.38,25 (+13,71) (1.24,43 / 1.25,22 / 1.24,52 / 1.24,08) |
| Andreas Ostler Friedrich Kuhn Lorenz Nieberl Franz Kemser | 4-mansbob (m) Duitsland I  | Goud      | 5.07,84 (1.16,86 / 1.17,57 / 1.16,55 / 1.16,86)          |

### Kunstrijden
| Olympiër                     | Discipline | Resultaat | Prestatie                 |
| ---------------------------- | ---------- | --------- | ------------------------- |
| Freimut Stein                | mannen     | 8e        | pc. 72,0; 155,956 punten  |
| Gundi Busch                  | vrouwen    | 8e        | pc. 75,0; 146,289 punten  |
| Erika Kraft                  | vrouwen    | 10e       | pc. 89,0; 143,767 punten  |
| Helga Dudzinski              | vrouwen    | 12e       | pc. 103,0; 142,767 punten |
| Ria Falk Paul Falk           | paarrijden | Goud      | pc. 11,5; 102,400 punten  |
| Ingeborg Minor Hermann Braun | paarrijden | 8e        | pc. 73,5; 81,800 punten   |

### Langlaufen
| Olympiër                                        | Discipline        | Resultaat | Prestatie                                        |
| ----------------------------------------------- | ----------------- | --------- | ------------------------------------------------ |
| Heinz Hauser                                    | 18 km (m)         | 54e       | 1:13.30 (+11.56)                                 |
| Alois Harrer                                    | 18 km (m)         | 58e       | 1:14.23 (+12.49)                                 |
| Rudi Kopp                                       | 18 km (m)         | 64e       | 1:15.53 (+14.19)                                 |
| Albert Mohr                                     | 18 km (m)         | 65e       | 1:16.32 (+14.58)                                 |
| Helmut Böck                                     | 18 km (m)         | dnf       | opgave                                           |
| Hubert Egger                                    | 18 km (m)         | dnf       | opgave                                           |
| Juku Pent                                       | 50 km (m)         | 26e       | 4:30.56 (+57.23)                                 |
| Karl Schüssler                                  | 50 km (m)         | dnf       | opgave                                           |
| Hubert Egger Albert Mohr Heinz Hauser Rudi Kopp | 4x10 km estafette | 7e        | 2:36.37 (+16.21) (38.26 / 39.56 / 39.23 / 38.52) |
| Hanni Gehring                                   | 10 km (v)         | 13e       | 50.39 (+8.59)                                    |

### Noordse combinatie
| Olympiër     | Discipline | Resultaat | Prestatie                                                              |
| ------------ | ---------- | --------- | ---------------------------------------------------------------------- |
| Heinz Hauser | mannen     | 15e       | 393,14 punten schans: 193,5 (60,0+59,0+62,0 m) 18 km: 199,64 (1:13.30) |
| Helmut Böck  | mannen     | dnf       | opgave schans: 150,0 (57,5+54,5+58,5 m) 18 km: dnf                     |

### Schaatsen
| Olympiër    | Discipline   | Resultaat | Prestatie         |
| ----------- | ------------ | --------- | ----------------- |
| Theo Meding | 500 m (m)    | 33e       | 46,8 (+3,6)       |
| Theo Meding | 5000 m (m)   | 27e       | 8.57,4 (+46,8)    |
| Theo Meding | 10.000 m (m) | 22e       | 18.24,4 (+1.38,6) |

### Schansspringen
| Olympiër       | Discipline | Resultaat | Prestatie                  |
| -------------- | ---------- | --------- | -------------------------- |
| Toni Brutscher | mannen     | 4e        | 216,5 punten (66,5+62,5 m) |
| Sepp Weiler    | mannen     | 8e        | 213,0 punten (67,0+63,0 m) |
| Sepp Kleisl    | mannen     | 10e       | 208,0 punten (66,5+62,5 m) |
| Franz Dengg    | mannen     | 31e       | 187,5 punten (60,0+56,5 m) |

### IJshockey
| Olympiër | Discipline | Resultaat | Prestatie |
| --- | ---------- | --------- | --- |
| Alfred Hoffmann Heinz Wackers Karl Bierschel Markus Egen Karl Enzler Georg Guggemos Engelbert Holderied Walter Kremershof Ludwig Kuhn Dieter Niess Hans Petscher Fritz Poitsch Herbert Schibukat Xaver Unsinn Karl Wild | mannen     | 8e        | toernooi: 1 - 15 Duitsland - Canada 2 - 8 Duitsland - Verenigde Staten 1 - 6 Duitsland - Tsjecho-Slowakije 3 - 7 Duitsland - Zweden 4 - 4 Duitsland - Polen 6 - 2 Duitsland - Noorwegen 1 - 5 Duitsland - Finland 3 - 6 Duitsland - Zwitserland |

Argentinië · Australië · België · Bulgarije · Canada · Chili · Denemarken · Duitsland · Finland · Frankrijk · Griekenland · Groot-Brittannië · Hongarije · IJsland · Italië · Japan · Joegoslavië · Libanon · Nederland · Nieuw-Zeeland · Noorwegen · Oostenrijk · Polen · Portugal · Roemenië · Spanje · Tsjecho-Slowakije · Verenigde Staten · Zweden · Zwitserland